# Joaquim Roriz
Joaquim Domingos Roriz (Luziânia, 4 de agosto de 1936-Brasilia, 27 de septiembre de 2018) fue un político brasileño, gobernador del Distrito Federal en tres ocasiones. Roriz se afilió al PMDB y fue senador en las elecciones del 2006.

## Biografía
Desempeñó diversos cargos: concejal de su ciudad natal, diputado estadual (1979-1983) y diputado federal (1983-1987) por el estado de Goiás. En 1988 fue designado por el presidente José Sarney como gobernador del Distrito Federal ya que en el aquellos momentos ese puesto era de designación directa del presidente. 
En 1990 el presidente Fernando Collor lo nombra Ministro de Agricultura, y poco después renuncia al cargo para presentarse inmediatamente al mismo puesto, pero esta vez con elecciones de por medio. Las gana convirtiéndose en el primer gobernador democrático del Distrito Federal. En 1995, su candidato a sucederle es derrotado por Cristovam Buarque. Cuatro años después, Roriz se enfrentaría directamente a Buarque, ganando en una apretada votación y convirtiéndose de nuevo en gobernador. Mantendría el cargo en las elecciones del 2002. Se retiró del puesto de gobernador en el 2006, dejando en el poder a su vicegobernadora, para presentarse al único puesto de senador en liza en el Distrito Federal.